# LDLCアレナ
LDLCアリーナ（仏: LDLC Arena）は、フランス・ローヌ＝アルプ地域圏・ローヌ県・デシーヌ＝シャルピューにあるアリーナ。リヨン市中心部から見て東12kmの距離にあり、近くにグルパマ・スタジアムがある。命名権はグループLDLC。